# Danh sách địa điểm được quan tâm khoa học đặc biệt theo Area of Search
Danh sách địa điểm được quan tâm khoa học đặc biệt theo Area of Search (Khu vực Tìm kiếm) tại Anh là các khu vực bảo tồn, bao gồm các khu vực được bảo vệ, được công nhận về ý nghĩa sinh học hoặc địa chất của chúng. Ở Bắc Ireland, địa điểm được quan tâm khoa học đặc biệt được gọi là Khu vực quan tâm khoa học đặc biệt (ASSI).
Các địa điểm đã được sửa đổi theo sự sắp xếp lại năm 1974 bởi các chính quyền địa phương ở Anh. Cho đến những năm 2010, Natural England- nơi duy trì cơ sở dữ liệu của SSSIs Anh vẫn giữ danh sách các hạt như năm 1974, nhưng vào năm 2015, họ đã cập nhật danh sách của mình để phản ánh những thay đổi sau này. Ví dụ, Avon đã bị bãi bỏ vào năm 1996 và hiện bị chia rẽ bởi Natural England giữa Somerset, Gloucestershire và "Quận Bristol "; Hereford và Worcester đã bị bãi bỏ vào năm 1998 và được chia thành hai quận lịch sử.

## Liên kết
- Natural England: English SSSIs
- Natural Resources Wales: Welsh SSSIs
- Scottish National Heritage: Scottish SSSIs
- Environment & Heritage Service for Northern Ireland: Areas of Special Scientific Interest Lưu trữ ngày 27 tháng 3 năm 2008 tại Wayback Machine